# マートルウッド
マートルウッド（Myrtlewood、1932年 - 1950年）は、アメリカ合衆国の競走馬、および繁殖牝馬。競走馬として1936年の北アメリカ最優秀短距離馬に選ばれたほか、繁殖成績においても現代まで残る名牝系の一端となった。1979年にアメリカ競馬殿堂入りを果たしている。

## 経歴
1932年、ブラウネル・コムズ所有のビライアーファーム（後のジュドモントファーム）でマートルウッドは誕生した。父ブルーラークスパーはベルモントステークスなどに勝った一流の競走馬で、まだ種牡馬入りして間もない新米種牡馬であった。母フリジュールはフランスに渡った名牝フリゼットの産駒の一頭で、競走馬としては一般戦2勝のみに終わったが、マートルウッド以前にもステークス競走勝ち馬を3頭出す優秀な繁殖成績を収めた牝馬である。半姉にブラックカール（テストステークス勝ち）などがいる。
マートルウッドは短距離路線において活躍し、その高い競走能力から3歳時にはダート6ハロン（約1207メートル）のアメリカレコードを、4歳時にはデトロイト競馬場の6ハロン戦・1 1/16マイル（8.5ハロン・1710メートル）戦で世界レコードを樹立している。ステークス競走での勝鞍も多く、ホーソーンスプリントカップを1935・1936年で連覇したほか、1936年には同年創設されたアッシュランドステークスに出走し、12馬身差という大差をつけて第1回の優勝馬となっている。
また、マートルウッドの戦績中には2度のマッチレースがある。最初のマッチレースは当時の6.5ハロン（約1308メートル）戦のレコードホルダーであった騸馬のクラングが相手で、マートルウッドはこれを1/4秒差で破ってその強さを証明した。しかし、それから17日後に再び対戦した時にはマートルウッドが敗れている。2度目のマッチレースはマートルウッドの引退レースで、相手はインターボローハンデキャップなどの勝鞍がある同じく短距離路線の名牝ミスメリーメントであった。マートルウッドはこれを破り、22戦15勝2着4回の戦績で引退した。
後の1979年、アメリカ競馬名誉の殿堂博物館はマートルウッドの競走成績を評価し、同馬を殿堂馬の一頭として選定している。

## 引退後
競走生活からの引退後、マートルウッドは牧場に戻って繁殖入りし、生涯で12頭の競走馬を生んでいる。競走馬として活躍した産駒の代表に1939年生のミスドッグウッド（父ブルドッグ）がおり、同馬はケンタッキーオークスなどに勝っている。ほか、1941年生のドゥラズナ（父ブルリー）は2歳時にプライリーステートステークスなどを勝って、その年の最優秀2歳牝馬に選ばれている。
競走成績のほか、繁殖成績・牝系として優秀な成績を残した牝馬も多い。ミスドッグウッドからは3頭のステークス競走勝ち馬が出ており、そのうちの一頭シークエンスから出たステークス勝ち馬ゴールドディガーが、後に大種牡馬ミスタープロスペクターの母となっている。ドゥラズナの牝系からは3代先にタイプキャストが、5代先にバーリが出ている。
マートルウッドの第1子に当たるクリープマートル（父エクイポイズ）は競走成績こそ1勝どまりであったが、繁殖入りして1948年の最優秀2歳牝馬に選ばれたマートルチャームを出している。牝系としても優秀で、4代先にアメリカ三冠馬シアトルスルー、同じく4代先にイギリス2000ギニー優勝馬ロモンド、5代先にジョリーズヘイローなどがこの牝系に名を連ねている。
1950年、マートルウッドは17歳の時にスペンドスリフトファームで死亡した。その遺骸は同牧場内にある、母フリジュールの墓の隣に埋葬された。

## 評価

### 主な勝鞍
1934年（2歳）　4戦2勝
1935年（3歳）　8戦5勝
F. S. ピーバディメモリアルハンデキャップ、ホーソーンスプリントカップ、マッチレース（対クラング）
1936年（4歳）　10戦8勝
クイックステップハンデキャップ、レイクサイドハンデキャップ、モーターシティハンデキャップ、キャディラックハンデキャップ、キーンハンデキャップ、ホーソーンスプリントカップ（連覇）、アッシュランドステークス、マッチレース（対ミスメリーメント）

### 年度代表馬
- 1936年 - アメリカ最優秀短距離馬、最優秀ハンデキャップ古牝馬

### 表彰
- 1979年 - アメリカ競馬名誉の殿堂博物館により、殿堂馬に選定される。

## 主なファミリーライン
- Stray Shot 1872 --- 13-c
  - Shotover 1879
    - Ornis 1890
      - Ondulee 1889
        - Frizette 1905 ←---フリゼット牝系へ戻る
          - Frizeur 1916
            - Myrtlewood 1932 ---↓改行

牝系図の主要な部分（太字はG1級競走優勝馬）は以下の通り。*は日本に輸入された馬。
- Myrtlewood 1932（アッシュランドS）
  - Crepe Myrtle 1938
    - Myrtle Charm 1946（米メイトロンS、スピナウェイS）
      - Fair Charmer 1959
        - My Charmer 1969
          - Seattle Slew 1974（アメリカクラシック三冠、ウッドメモリアルS、フラミンゴS、米シャンペンS、ウッドワードS、マールボロC）
          - Lomond 1980（英2000ギニー）
          - *シアトルダンサーII 1984
          - Ghashtah 1987
            - Alshoowg 1995
              - Adaala 2002
                - Asheerah 2008 
                  - Awtaad 2013（愛2000ギニー）

    - Spinosa 1956
      - Masked Lady 1964 
        - Who's To Know 1970
          - Angel Island 1976
            - *シャルード 1983

          - Tokyo Princess 1977 
            - Highest Carol 1987
              - Yankee Victor 1996（米メトロポリタンH）

          - Jolie Jolie 1980
            - *ジョリーズヘイロー 1987（ドンH、ガルフストリームパークH、フィリップH.アイスリンH）
            - Pleasant Jolie 1988
              - Pleasant Dixie 1995
                - Southern Image 2000（ピムリコスペシャルH、サンタアニタH、マリブS）

  - Miss Dogwood 1939（ケンタッキーオークス）
    - Sequence 1946
      - Inviting 1958
        - Nutmeg Native 1977
          - Claxton's Slew 1984
            - Escena 1993（BCディスタフ、アップルブロッサムH、ラモナH、ヴァニティH）

      - Bold Sequence 1961
        - Surgery 1976
          - Sewickley 1985（ヴォスバーグS）
          - Shared Interest 1988（ラフィアンH）
            - Cash Run 1997（BCジュヴェナイルフィリーズ）

      - Gold Digger 1962
        - Mr. Prospector 1970 牡
        - Myrtlewood Lass 1972
          - Amelia Bearhart 1983
            - Explosive Red 1990（ハリウッドダービー）
            - *チーフベアハート 1993（BCターフ、カナディアン国際S、マンハッタンH）

          - Joy Of Myrtlewood 1984
            - *シルバージョイ 1993
              - オウケンブルースリ 2005（菊花賞）

        - Lillian Russell 1977
          - *スループリンセス 1984
            - サクラブルース 1996
              - サクラゴスペル 2008（京王杯SC、オーシャンS）

          - Kentucky Lill 1986
            - Emmas Dilemma 2000
              - Line of David 2007（アーカンソーダービー）

    - Ellenwood 1950
      - Arctica 1958
        - Bemo 1970（ユナイテッドネイションズH、アメリカンダービー）
        - North Flow 1980
          - Sizzlin Sunshine 1992 
            - Princesa's Passion 1999
              - Presious Passion 2003（クレメントLハーシュターフCh、ユナイテッドネイションズS）

  - Durazna 1941
    - Manzana 1948
      - La Morlaye 1958
        - Indian Call 1966
          - Cheyenne Birdsong 1975
            - Shywing 1982
              - Shynzi 1992
                - Maldivian 2002（CFオーアS、コックスプレート、コーフィールドS）

          - Siberian Express 1981（仏2000ギニー、モルニー賞）

      - Journalette 1959 
        - *タイプキャスト 1966（マンノウォーS、ロングビーチH）
          - プリテイキャスト 1975（天皇賞（秋））
          - ラッキーキャスト 1979

        - Society Column 1967
          - Sarah Gamp 1978
            - Sly Sarah 1983
              - Sally Girl 1989
                - Safari Girl 1996
                  - *サファリクイーン 2002
                    - *クイーンズジュエル 2012（サンタラリ賞）

              - Hello Sally 1993
                - Heaven To Sally 2004
                  - He Runs Away 2013（ナシオナル大賞、亜ジョッキークラブ大賞）

          - Sylph 1980
            - Privity 1992
              - Gujarat 1998
                - Sampers 2006
                  - Laws of Indices 2018（ジャンプラ賞）

            - Tarocchi 1997
              - Price Tag 2003（メートリアークS）

          - Leading Counsel 1982（愛セントレジャー）

    - Querida 1951
      - Dear April 1958
        - Highest Trump 1972
          - Wasnah 1987 
            - Bahri 1992（クイーンエリザベス二世S、セントジェームズパレスS）7
            - Istiqlal 1993
              - Mostaqeleh 2003
                - *マテラスカイ 2014（プロキオンS、クラスターC）

          - Winglet 1988
            - Ajina 1994（BCディスタフ、マザーグースS、CAAオークス）
            - Kobla 1995
              - Quality Road 2006（フロリダダービー、ドンH、米メトロポリタンH、ウッドワードS）

            - Zori 1998 
              - Zulu Alpha 2013（ペガサスワールドCターフ招待S）

  - Spring Beauty 1944
    - Spring Tune 1954 
      - Village Beauty 1960
        - Crown The Queen 1969
          - Huggle Duggle 1974
            - Wife For Life 1994
              - Hollywood Story 2001（ヴァニティH、ハリウッドスターレットS）

    - Sonata 1957
      - Mossata 1965
        - Vermeille 1969
          - Baltriomphe 1986
            - Belle Bizarre 2001（豪レイルウェイS）

牝系図の出典：Galopp-Sieger

## 血統表
| マートルウッドの血統（ピーターパン系（ヒムヤー系） / Ben Brush 4x5=9.38%、 Padua 父内4x5=9.38%、 Bend Or 5x5=6.25%） | マートルウッドの血統（ピーターパン系（ヒムヤー系） / Ben Brush 4x5=9.38%、 Padua 父内4x5=9.38%、 Bend Or 5x5=6.25%） | マートルウッドの血統（ピーターパン系（ヒムヤー系） / Ben Brush 4x5=9.38%、 Padua 父内4x5=9.38%、 Bend Or 5x5=6.25%） | （血統表の出典） | （血統表の出典） |
| 父 Blue Larkspur 1926 鹿毛 アメリカ                                                                                  | 父の父Black Servant 1918 黒鹿毛 アメリカ                                                                             | Black Toney | Peter Pan        | Peter Pan        |
| 父 Blue Larkspur 1926 鹿毛 アメリカ                                                                                  | 父の父Black Servant 1918 黒鹿毛 アメリカ                                                                             | Black Toney | Belgravia        |                  |
| 父 Blue Larkspur 1926 鹿毛 アメリカ                                                                                  | 父の父Black Servant 1918 黒鹿毛 アメリカ                                                                             | Padula | Laveno           | Laveno           |
| 父 Blue Larkspur 1926 鹿毛 アメリカ                                                                                  | 父の父Black Servant 1918 黒鹿毛 アメリカ                                                                             | Padula | Padua            |                  |
| 父 Blue Larkspur 1926 鹿毛 アメリカ                                                                                  | 父の母Blossom Time 1920 青鹿毛 アメリカ                                                                              | North Star | Sunstar          | Sunstar          |
| 父 Blue Larkspur 1926 鹿毛 アメリカ                                                                                  | 父の母Blossom Time 1920 青鹿毛 アメリカ                                                                              | North Star | Angelic          |                  |
| 父 Blue Larkspur 1926 鹿毛 アメリカ                                                                                  | 父の母Blossom Time 1920 青鹿毛 アメリカ                                                                              | Vaila | Fariman          | Fariman          |
| 父 Blue Larkspur 1926 鹿毛 アメリカ                                                                                  | 父の母Blossom Time 1920 青鹿毛 アメリカ                                                                              | Vaila | Padilla          |                  |
| 母 Frizeur 1916 栗毛 フランス                                                                                        | 母の父Sweeper 1909 栗毛 フランス                                                                                     | Broomstick | Ben Brush        | Ben Brush        |
| 母 Frizeur 1916 栗毛 フランス                                                                                        | 母の父Sweeper 1909 栗毛 フランス                                                                                     | Broomstick | Elf              |                  |
| 母 Frizeur 1916 栗毛 フランス                                                                                        | 母の父Sweeper 1909 栗毛 フランス                                                                                     | Ravello | Sir Hugo         | Sir Hugo         |
| 母 Frizeur 1916 栗毛 フランス                                                                                        | 母の父Sweeper 1909 栗毛 フランス                                                                                     | Ravello | Unco Guid        |                  |
| 母 Frizeur 1916 栗毛 フランス                                                                                        | 母の母Frizette 1905 鹿毛 アメリカ                                                                                    | Hamburg | Hanover          | Hanover          |
| 母 Frizeur 1916 栗毛 フランス                                                                                        | 母の母Frizette 1905 鹿毛 アメリカ                                                                                    | Hamburg | Lady Reel        |                  |
| 母 Frizeur 1916 栗毛 フランス                                                                                        | 母の母Frizette 1905 鹿毛 アメリカ                                                                                    | Ondulee | St. Simon        | St. Simon        |
| 母 Frizeur 1916 栗毛 フランス                                                                                        | 母の母Frizette 1905 鹿毛 アメリカ                                                                                    | Ondulee | Ornis F-No.13-c  |                  |